# 羅馬—那不勒斯高速鐵路

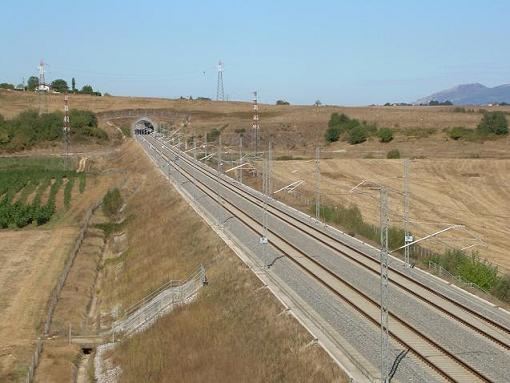
阿納尼附近的一段路線

羅馬－那不勒斯高速鐵路是一條意大利高速鐵路的路線。羅馬特米尼車站至格里奇尼亞諾迪亞韋爾薩段於2005年12月19日通車，並於2009年12月13日通車至那不勒斯中央車站。路線通車後，來往兩地時間減至1小時10分鐘。此線是歐洲泛高鐵網絡中的1號走廊的一部分，連接柏林和帕勒莫。
路線始建於1994年。在2004年至2005年間，路線進行多次測試，以確保列車可運行至每小時300公里。一列ETR500列車的極速達到每小時347公里。此線採用全新標準，包括25,000V交流電、新訊號系統（ETCS II級），是意大利首次有如此高標準的路線和全球首條採用ETCS II級訊號系統營運的鐵路。